# La Marre
La Marre é uma comuna francesa na região administrativa de Borgonha-Franco-Condado, no departamento de Jura. Estende-se por uma área de 10,63 km². Em 2010 a comuna tinha 360 habitantes (densidade: 33,9 hab./km²).